# ボイメンのギャラ100!
『ボイメンのギャラ100!』は2019年6月7日からdTV、2019年8月8日（7日深夜）から2022年5月5日（4日深夜）まで東海テレビで放送されていたバラエティ番組である。

## 概要
BOYS AND MENが出演ギャラ100万円の中から全国行脚し、名古屋名物を調査する番組。ミッション達成なら残金がギャラとなる。
2020年6月24日、2020年4月より新型コロナウイルス感染症の流行 による緊急事態宣言が発令されロケ見合わせにより、東海テレビでの放送7月2日より一時休止される事が公式Twitterで発表された。。中断していた東海テレビでの放送が10月8日より3か月ぶりに再開される事がEPGにて明らかにった。　2021年1月28日まで放送されていたが2021年1月8日に東京都、神奈川県、千葉県、埼玉県を対象に2回目の緊急事態宣言発令がされ、2月4日より2回目の放送中断がされていたが、3月29日に解除され、5月13日より再開される事が発表された。その後2021年7月8日に4回目の緊急事態宣言が発令された為2021年9月9日より4回目の放送中断になっていたが、2021年12月2日より放送再開が発表された。

## 放送日程

### 2019年8月8日 -
| 回                                                                                                 | （上段）dTV放送日 （下段）東海テレビ放送日           | ロケ出演者                                                                   | ロケ都道府県 | 指令 | 備考              |
| -------------------------------------------------------------------------------------------------- | ---------------------------------------------------- | ---------------------------------------------------------------------------- | ------------ | --- | ----------------- |
| 1                                                                                                  | 2019年6月7日 2019年8月8日                            | 水野勝、田村侑久                                                             | 埼玉県       | つけてみそ かけてみそ を持ってる人を探す                                                                              |                   |
| 2                                                                                                  | 2019年6月14日 2019年8月15日＆8月22日                 | 辻本達規、勇翔                                                               | 鹿児島県     | 名古屋の純金（金城学院幼稚園→金城学院中学校・高等学校→金城学院大学卒）お嬢嬢を探せ                                    |                   |
| 3                                                                                                  | 2019年6月28日＆7月5日 2019年8月29日＆9月5日          | 平松賢人、土田拓海                                                           | 大阪府       | シャバーニグッズを持っている人を3人探せ                                                                               | [ 注 1 ]          |
| 4                                                                                                  | 2019年7月12日＆7月19日 2019年9月12日＆9月19日        | 田村侑久、本田剛文                                                           | 東京都       | 寿がきやのラーメンフォークを探せ                                                                                      | [ 注 2 ]          |
| 5                                                                                                  | 2019年7月26日＆8月2日 2019年9月26日＆10月3日         | 勇翔、吉原雅斗                                                               | 高知県       | 金シャチグッズを持っている人を2人探せ                                                                                 | [ 注 3 ] [ 注 4 ] |
| （【東海テレビ】10月10日は改編期編成のため休止）                                                   |                                                      |                                                                              |              | |                   |
| 6                                                                                                  | 2019年8月9日＆8月16日 2019年10月17日＆10月24日       | 辻本達規、小林豊                                                             | 宮城県       | 矢場とんグッズを持っている人を探せ                                                                                    |                   |
| 7                                                                                                  | 2019年8月23日＆8月30日 2019年10月31日＆11月7日       | 土田拓海、吉原雅斗                                                           | 富山県       | 坂角のゆかり黄金缶 を持っている人を探せ                                                                               |                   |
| 8                                                                                                  | 2019年9月6日＆9月13日 2019年11月14日＆11月21日       | 平松賢人、水野勝                                                             | 福井県       | 名古屋の純金（金城学院幼稚園→金城学院中学校・高等学校→金城学院大学卒）お嬢嬢を探せ                                    |                   |
| 9                                                                                                  | 2019年9月20日＆9月27日 2019年11月28日＆12月5日       | 本田剛文、勇翔                                                               | 栃木県       | ナナちゃん人形の写真を3枚探せ                                                                                         |                   |
| 10                                                                                                 | 2019年10月4日＆10月11日 2019年12月12日＆12月19日     | 本田剛文、平松賢人                                                           | 広島県       | なごやめし3種（味噌煮込みうどん、ひつまぶし、手羽先唐揚げ）の写真を探せ                                               | [ 注 5 ]          |
| （【東海テレビ】12月26日は年末編成のため休止）                                                     |                                                      |                                                                              |              | |                   |
| （【東海テレビ】2020年1月2日は年始編成のため休止）                                                 |                                                      |                                                                              |              | |                   |
| 11                                                                                                 | 2019年10月18日＆10月25日 2020年1月9日＆1月16日       | 辻本達規、田村侑久                                                           | 鳥取県       | きしめんを3食探せ |                   |
| 12                                                                                                 | 2019年11月1日 2020年1月23日                          | 水野勝、田村侑久 辻本達規、小林豊 本田剛文、勇翔 平松賢人、土田拓海 吉原雅斗 | －           | － | [ 注 6 ]          |
| 13                                                                                                 | 2019年11月8日＆11月15日 2020年1月30日＆2月6日        | 小林豊 、土田拓海                                                            | 岡山県       | 両親が名古屋出身者を3人探せ                                                                                           |                   |
| 14                                                                                                 | 2019年12月13日＆12月20日 2020年2月13日＆2月20日      | 田村侑久 、平松賢人                                                          | 京都府       | 記念 manacaを持っている人を探せ                                                                                       |                   |
| 15                                                                                                 | 2020年1月10日＆1月17日 2020年2月27日＆3月5日         | 田村侑久 、土田拓海                                                          | 山形県       | 名古屋グルメ２種類を食べよ！                                                                                          | [ 注 7 ]          |
| 16                                                                                                 | 2020年1月24日＆1月31日 2020年3月11日＆3月18日        | 本田剛文 、吉原雅斗                                                          | 北海道       | 名古屋テレビ塔の写真を探せ                                                                                            | [ 注 8 ]          |
| 17                                                                                                 | 2020年2月7日＆2月14日 2020年3月25日＆4月2日          | 水野勝 辻本達規                                                              | 山口県       | 名古屋の名物台湾ラーメンの写真を探せ！                                                                                |                   |
| 18                                                                                                 | 2020年2月21日＆2月28日 2020年4月9日＆16日            | 小林豊、 平松賢人                                                            | 静岡県       | グランパスくん\|のぬいぐるみ探せ！                                                                                    |                   |
| 19                                                                                                 | 2020年3月6日＆3月13日 2020年4月23日＆4月30日         | 田村侑久、 吉原雅斗                                                          | 岩手県       | 名古屋の地名難読漢字（鶴舞公園【つるまこうえん】、主税町 【ちからまち】、四間道【しけみち】）を読める人を探せ！       |                   |
| 20                                                                                                 | 2020年3月20日＆3月27日 2020年5月7日＆5月14日         | 本田剛文、 土田拓海                                                          | 新潟県       | 愛・地球博マスコットキャラクターモリゾー・キッコロのぬいぐるみを探せ！                                                |                   |
| 21                                                                                                 | 2020年4月3日＆4月10日 2020年5月21日＆5月28日         | 辻本達規、 平松賢人                                                          | 香川県       | 名古屋の純金（金城学院幼稚園→金城学院中学校・高等学校→金城学院大学卒）お嬢嬢を探せ                                    |                   |
| 22                                                                                                 | 2020年4月17日＆4月24日 2020年6月4日＆6月11日         | 辻本達規、 吉原雅斗                                                          | 石川県       | 名古屋スイーツ（鬼まんじゅう、シロノワール、ぴよりん）を知っている人を探せ                                            |                   |
| 23                                                                                                 | 2020年5月1日＆5月8日 2020年6月18日＆6月25日          | 田村侑久、 小林豊                                                            | 熊本県       | 名古屋城の写っている写真を3枚探せ                                                                                     |                   |
| （【東海テレビ】2020年7月2日から2020年10月1日新型コロナウイルス によるロケが滞っている為一時休止） |                                                      |                                                                              |              | |                   |
| 24                                                                                                 | 2020年7月24日＆7月31日 2020年10月8日＆10月15日       | 水野勝、田村侑久、 小林豊                                                    | 宮崎県       | 名古屋コーチンを飼っている人を探せ                                                                                    |                   |
| 25                                                                                                 | 2020年8月7日＆8月14日 2020年10月22日&10月29日        | 辻本達規、本田剛文、 小林豊                                                  | 奈良県       | 名古屋スイーツ（鬼まんじゅう、しるこサンド、ウイロバー）を知っている人を探せ                                          |                   |
| 26                                                                                                 | 2020年8月21日＆8月28日 2020年11月5日&11月12日        | 水野勝、勇翔                                                                 | 青森県       | 小倉トースト を知っている人を探せ                                                                                     |                   |
| 27                                                                                                 | 2020年9月4日＆9月11日 2020年11月19日&12月3日         | 吉原雅斗、平松賢人                                                           | 徳島県       | 寿がきやのキャラクタースーちゃんを知っている人を探せ                                                                  |                   |
| 28                                                                                                 | 2020年9月25日＆10月2日 2020年12月10日&12月17日       | 辻本達規、土田拓海                                                           | 島根県       | 名古屋市のキャラクターはち丸を知っている人を探せ                                                                      |                   |
| 29                                                                                                 | 2020年10月9日＆10月16日 2020年12月24日&2021年1月14日 | 田村侑久、辻本達規                                                           | 長野県       | きしめんを持ってる人を探せ！                                                                                          |                   |
| 30                                                                                                 | 2020年10月30日＆11月6日 2021年1月21日&1月28日        | 田村侑久、勇翔                                                               | 兵庫県       | 選抜高等学校野球大会、全国高等学校野球選手権大会の愛知県代表校の出場経験者を探せ！                                    |                   |
| （【東海テレビ】2021年2月4日から2021年5月6日新型コロナウイルス によるロケが滞っている為一時休止）  |                                                      |                                                                              |              | |                   |
| 31                                                                                                 | 2020年11月19日＆11月26日 2021年5月13日&5月20日       | 水野勝、吉原雅斗                                                             | 沖縄県       | なぞの旅人フーのグッズを探せ！                                                                                        | [ 注 11 ]         |
| 32                                                                                                 | 2020年12月4日＆12月11日 2021年5月27日&6月3日         | 辻本達規、 平松賢人                                                          | 三重県       | 名古屋の純金（金城学院幼稚園→金城学院中学校・高等学校→金城学院大学卒）お嬢嬢を探せ                                    | [ 注 12 ]         |
| 33                                                                                                 | 2021年1月22日＆1月29日 2021年6月10日&6月17日         | 勇翔、 本田剛文                                                              | 茨城県       | 巨大マネキンの名前を知っている人を探せ                                                                                |                   |
| 34                                                                                                 | 2021年2月5日＆2月12日 2021年6月24日&7月1日           | 辻本達規、吉原雅斗                                                           | 岐阜県       | BOYS AND MENの写真を20枚探せ                                                                                          |                   |
| 35                                                                                                 | 2021年4月9日＆4月16日 2021年7月8日&7月15日           | 小林豊、平松賢人                                                             | 和歌山県     | 観光地（名古屋城 名古屋市科学館 オアシス21）を知っている人を探せ                                                      |                   |
| 36                                                                                                 | 2021年4月22日＆4月29日 2021年7月22日&8月5日          | 田村侑久、水野勝                                                             | 福島県       | 味仙の台湾ラーメンを食べた事をある人をさがせ                                                                          | [ 注 13 ]         |
| 37                                                                                                 | 2021年5月14日＆5月21日 2021年8月12日&8月19日         | 勇翔、吉原雅斗                                                               | 神奈川県     | 観光地（名古屋港水族館、東山動植物園、リニア・鉄道館）を知っている人を探せ                                            |                   |
| 38                                                                                                 | 2021年5月28日＆6月4日 2021年8月26日&9月2日           | 辻本達規、本田剛文                                                           | 大分県       | 世界の山ちゃんの手羽先唐揚げを食べた事をある人を探せ！                                                                |                   |
| （【東海テレビ】2021年9月9日から11月24日まで新型コロナウイルス によるロケが滞っている為一時休止）  |                                                      |                                                                              |              | |                   |
| 39                                                                                                 | 2021年7月16日＆7月23日 2021年12月2日&9日             | 勇翔、平松賢人                                                               | 長崎県       | あんかけスパゲッティを食べた事がある人を探せ！                                                                        | [ 注 14 ]         |
| 40                                                                                                 | 2021年8月6日＆8月13日 2021年12月16日&12月23日        | 水野勝、勇翔                                                                 | 愛媛県       | 名古屋駅のホームできしめんを食べた事がある人を探せ！                                                                  |                   |
| （【東海テレビ】12月30日、2022年1月6日、13日は年末・年始編成のため休止）                           |                                                      |                                                                              |              | |                   |
| 41                                                                                                 | 2021年8月20日＆8月27日 2022年1月20日&1月27日         | 田村侑久、吉原雅斗                                                           | 千葉県       | 名古屋の顔はめパネルの写真を持っている人を3人探せ！                                                                   |                   |
| 42                                                                                                 | 2021年9月3日＆9月10日 2022年2月3日&2月10日           | 水野勝、本田剛文                                                             | 滋賀県       | カエルまんじゅう、生しるこサンド、ぴよりんアイスの名前が分かる人を探せ！                                              | [ 注 15 ]         |
| 43                                                                                                 | 2021年9月17日＆9月24日 2022年2月17日&2月24日         | 小林豊、勇翔                                                                 | 群馬県       | コンパルのエビフライサンドを食べた事が有る人を探せ！                                                                  | [ 注 15 ]         |
| 44                                                                                                 | 2021年10月1日＆10月8日 2022年3月3日&3月10日          | 辻本達規、平松賢人                                                           | 秋田県       | 名古屋の高層ビル（JRセントラルタワーズ、モード学園スパイラルタワーズ、大名古屋ビルヂング）を知っている人をを探せ！    | [ 注 16 ]         |
| （【東海テレビ】2022年3月17日＆3月24日は休止）                                                     |                                                      |                                                                              |              | |                   |
| 45                                                                                                 | 2021年10月22日＆10月29日 2022年3月31日               | 小林豊、本田剛文                                                             | 福岡県       | 名古屋弁（「けった」（自転車）「ときんときん」（先のとがった物） 「ちんちん」（すごく熱い物）の意味が分かる人を探せ！ | [ 注 17 ] [ 6 ]   |
| （【東海テレビ】2022年4月7日＆4月14日、4月21日は休止）                                             |                                                      |                                                                              |              | |                   |
| 46                                                                                                 | 2021年12月10日＆12月17日 2022年4月28日&5月5日        | 田村侑久、辻本達規、本田剛文、吉原雅斗                                       | 愛知県       | レアアイテムなを探せ！                                                                                                |                   |